# Магулль, Лина
Лина Мария Магулль (нем. Lina Maria Magull; род. 15 августа 1994, Дортмунд, Северный Рейн-Вестфалия) — немецкая футболистка, выступающая на позиции полузащитника за итальянский клуб «Интернационале» и женскую сборную Германии.

## Клубная карьера
Лина Магулль начинала заниматься футболом в клубе «Хёрдер» (с 1999 по 2002 год). Следующие шесть лет она провела в «Гомбрушере СВ», где играла вместе с мальчиками. В 2008 году она переехала в школу-интернат для девочек Футбольной и легкоатлетической ассоциации Вестфалии, где играла за юношескую команду «СуС Кайзерау».
Год спустя она начала свою карьеру футболистки, выступая за команду второго дивизиона «Гютерсло» и внеся свой вклад в её выход в Бундеслигу. В сезоне 2012/13 Магулль подписала контракт с «Вольфсбургом». Она дебютировала в Женской Бундеслиге 23 сентября 2012 года, в матче против «Зиндельфингена», завершившемся крупной победой её команды со счётом 6:0. Всего через четыре дня Магулль впервые сыграла в матче Лиги чемпионов, гостевом победном (5:1) поединке против польского клуба «Уния». 14 ноября 2012 года Магулль забила свой первый гол в Бундеслиге за «Вольфсбург», отметившись в игре против своего бывшего клуба «Гютерсло», которая завершилась разгромом последнего со счётом 10:0. В сезоне 2012/2013 у «Вольфсбурга» был «золотой хет-трик», выиграв Лигу чемпионов, национальный чемпионат и кубок. 12 ноября 2014 года Магулль сделала дубль в ворота австрийского «Нойленгбаха», внеся тем самым и свой вклад в выход «Вольфсбурга» в четвертьфинал женской Лиги чемпионов УЕФА 2014/2015.
21 мая 2015 года она продлила свой контракт с «Вольфсбургом» до 2018 года. Кроме того, Магулль была отдана в аренду другому клубу Бундеслиги «Фрайбургу» для того, чтобы у неё было больше возможностей развивать свою карьеру. В мае 2016 года её аренда была продлена ещё на один год. 
В 2018 году Магулль перешла в «Баварию».
13 января 2024 года было объявлено, что она подписала контракт с итальянским клубом «Интернационале».

## Карьера в сборной
Лина Магулль с 2008 года представляла Германию, выступая за её сборные различных возрастных категорий. В 2010 и 2011 годах она играла на чемпионатах Европы среди девушек до 17 лет, оба раза становясь со своей командой третьей. Она участвовала в составе сборной Германии на чемпионате мира среди девушек до 20 лет, проходившем в 2012 году в Японии. Во втором групповом матче против Ганы Магулль забила единственный победный гол во втором тайме, который помог Германии гарантировать себе место в четвертьфинале. Немки в итоге вышли в финал, где с минимальным счётом уступили США. В 2013 году она участвовала в чемпионате Европы среди девушек до 19 лет в Уэльсе и дошла со своей командой до полуфинала, в котором немки проиграли Франции со счётом 1:2. На своём втором женском чемпионате мира среди девушек до 20 лет в Канаде Магулль играла роль капитана команды в финале этого турнира, в котором Германия забила Нигерии в дополнительное время и стала чемпионом мира.
13 октября 2015 года Магулль (вместе с Менди Ислакер) была впервые вызвана в главную сборную Германии в рамках подготовки к двум отборочным матчам чемпионата Европы 2017 против России и Турции. На женском чемпионате мира 2019 года она забила гол в победном (4:0) матче Германии против ЮАР. Магулль также стала автором единственного гола Германии в четвертьфинале со Швецией, закончившемся поражением немок со счётом 1:2.

### Голы за сборную
| Голы Магулль за сборную Германии | Голы Магулль за сборную Германии | Голы Магулль за сборную Германии   | Голы Магулль за сборную Германии | Голы Магулль за сборную Германии | Голы Магулль за сборную Германии | Голы Магулль за сборную Германии |
| #                                | Дата                             | Место                              | Соперник                         | Счёт                             | Итог                             | Соревнование                     |
| -------------------------------- | -------------------------------- | ---------------------------------- | -------------------------------- | -------------------------------- | -------------------------------- | -------------------------------- |
| 1.                               | 25 октября 2015                  | Зандхаузен, Германия               | Турция                           | 5:0                              | 7:0                              | отбор чемпионата Европы 2017     |
| 2.                               | 25 октября 2015                  | Зандхаузен, Германия               | Турция                           | 6:0                              | 7:0                              | отбор чемпионата Европы 2017     |
| 3.                               | 24 октября 2017                  | Аспах (Баден-Вюртемберг), Германия | Фарерские острова                | 7:0                              | 11:0                             | отбор чемпионата мира 2019       |
| 4.                               | 10 апреля 2018                   | Домжале, Словения                  | Словения                         | 1:0                              | 4:0                              | отбор чемпионата мира 2019       |
| 5.                               | 4 сентября 2018                  | Торсхавн, Фарерские острова        | Фарерские острова                | 2:0                              | 8:0                              | отбор чемпионата мира 2019       |
| 6.                               | 4 сентября 2018                  | Торсхавн, Фарерские острова        | Фарерские острова                | 5:0                              | 8:0                              | отбор чемпионата мира 2019       |
| 7.                               | 10 ноября 2018                   | Оснабрюк, Германия                 | Италия                           | 1:0                              | 5:2                              | товарищеский матч                |
| 8.                               | 17 июня 2019                     | Монпелье, Франция                  | ЮАР                              | 4:0                              | 4:0                              | чемпионат мира 2019              |
| 9.                               | 29 июня 2019                     | Рен, Франция                       | Швеция                           | 1:0                              | 1:2                              | чемпионат мира 2019              |
| 10.                              | 3 сентября 2019                  | Львов, Украина                     | Украина                          | 2:0                              | 8:0                              | отбор чемпионата Европы 2021     |
| 11.                              | 5 октября 2019                   | Ахен, Германия                     | Украина                          | 8:0                              | 3:0                              | отбор чемпионата Европы 2021     |
| 12.                              | 5 октября 2019                   | Ахен, Германия                     | Украина                          | 8:0                              | 4:0                              | отбор чемпионата Европы 2021     |
| 13.                              | 5 октября 2019                   | Ахен, Германия                     | Украина                          | 8:0                              | 8:0                              | отбор чемпионата Европы 2021     |

## Достижения

### Клубные
- Лига чемпионов УЕФА:
  - Победительница: 2012/13, 2013/14
- Чемпионат Германии:
  - Победительница: 2012/13, 2013/14
- Кубок Германии:
  - Победительница: 2012/13, 2014/15

### В сборной
- Чемпионат Европы
  - Финалистка: 2022
- Чемпионат мира (девушки до 20 лет):
  - Победительница: 2014
  - Финалистка: 2012

### Индивидуальные
- Медаль Фрица Вальтера:
  - Серебро: 2012
- Команда сезона Лиги чемпионов УЕФА: 2020/21[16]